# 吉田一貴
吉田 一貴（よしだ かずたか、1980年1月30日 - ）は、NHKのアナウンサー。

## 人物
岐阜県出身。名古屋大学卒業後、2002年にNHK入局。

## 過去の担当番組
名古屋放送局時代（2002年度 - 2004年度）
- ほっとイブニング（リポーター）
- 東海北陸のニュース・中継・リポート

富山放送局時代（2005年度 - 2008年度）
- とやま 夢・航海（2005年4月から1年）
- 生中継 ふるさと一番!（2006年8月2日・3日）中継お届け人
- 生活ほっとモーニング 黒部市の旅（2006年11月8日・22日）
- 富山ミュージックJAM（FM）MC
- ゲツヨル6時はToyama jukebox!（FM）
- イブニングアクセス富山（不定期・松井治伸のキャスター代行）
- 富山県のニュース・中継・リポート

京都放送局時代（2009年度 - 2012年度）
- ニュース610 京いちにち（メインキャスター：2010、2011年度）
- 京都ニュース845（不定期）
- 趣味Do楽「茶の湯　表千家〜もてなしのために」（2012年6月4日 - 7月30日）
- 極める!（2011年9月5日 - ）語り
- 京都府のニュース・中継・リポート

東京アナウンス室時代（2013年度 - 2015年度）
- MUSIC JAPAN（ナビゲーター：2013年度）
- 第64回NHK紅白歌合戦（ラジオ第1）
- BS日本のうた（司会：2014年度）
- NHKニュースおはよう日本（リポーター：2015年度）
- 土曜スタジオパーク（司会：2015年度）
- 今日は一日○○三昧第160回「今日は一日“ハードロック・ヘビーメタル”三昧VI」（司会）（FM、2015年12月23日）

静岡放送局時代（2016年度 - 2019年6月）
- たっぷり静岡（キャスター：2016 - 2018年度）
- ニュースしずおか845（不定期）
- メタルゴッドJP2016（司会）
- 緊急報道（静岡放送局発）
- 静岡県のニュース・中継・リポート

秋田放送局時代（2019年6月 - 2023年6月）
- メタルゴッドJP2023（司会）
- 秋田県のニュース
- ニュースこまち845（不定期）
- おはよう秋田（不定期）
- ニュースこまち（編集責任者・宮﨑慶太、大谷昌弘のキャスター代行など）
- ニュースこまちサタデー、サンデー（不定期、キャスター、編集責任者）
- 放課後ラジオよりみちこまち（編集責任者）
- きんよる秋田（編集責任者）
- 緊急報道（秋田放送局発）
- 放送部副部長（2019年6月-2023年3月）→コンテンツセンターアナウンスグループ統括（2023年4月-6月）
- 秋田放送局制作番組の編集責任者

東京アナウンス室時代（2度目）（2023年7月 - ）
- 秋田県のニュース（勤務経験のある秋田放送局へ応援派遣、2024年7月28日 - 31日）
- デスク業務